# Бикчентаев, Радик Хамитович
Радик Хамитович Бикчентаев (род. 2 августа 1972) – казахстанский конькобежец, участник трех Олимпиад, мастер спорта Республики Казахстан международного класса.

## Спортивная карьера
На Олимпиаде-1994 в Лиллехаммере Р.Х. Бикчентаев выступал на двух дистанциях. На дистанции 1500 метров он был 29-м, а на 5000 м – 16-м.
На Олимпиаде-1998 в Нагано Бикчентаев был 27-м на дистанциях 1500 и 5000 метров.
На своей третьей Олимпиаде-2002 в Солт-Лейк-Сити Радик Бикчентаев был знаменосцем казахстанской делегации. Он финишировал 19-м на дистанциях 1500 и 5000 метров.
Р. Бикчентаев завоевал несколько медалей на Зимних Азиатских играх. Так на Зимней Азиаде-1996 в китайском Харбине он завоевал «серебро» на дистанции 10000 метров. На Зимней Азиаде-1999 в корейском Чхунчхоне он стал чемпионом на дистанции 5000 метров. А на Зимней Азиаде-2003 в японском Аомори был вторым на дистанции 5000 метров.
Трёхкратны (1994, 1997, 1999) чемпион Казахстана, четырёхкратный (1992, 1993, 1995, 2001) бронзовый призёр чемпионата Казахстана.
После окончания карьеры конькобежца стал администратором фарм-клуба футбольного клуба "Кайрат" . 
Позже вернулся в качестве тренера в конькобежный спорт .
В настоящее время - исполнительный директор Федерации конькобежного спорта Казахстана , Государственный тренер Казахстана по конькобежному спорту